# تشنج وريدي
تشنج وريدي (بالإنجليزية: Venospasm)‏ هو انقباض الوريد، والذي عادةً قد يَتبع تسريب مادة باردة أو مُهيجة في الوريد.